# Little Nikita
Little Nikita (Brasil: Espiões sem Rosto / Portugal: O Pequeno Nikita) é um filme cult estadunidense de 1988 dos gêneros drama e suspense dirigido por Richard Benjamin. Roteiro de Bo Goldman e John Hill. Estrelado por Sidney Poitier e River Phoenix.

## Sinopse
O agente duplo soviético "Scuba" elimina vários espiões da KGB que vivem disfarçados há muito tempo em solo americano (e por isso são conhecidos como "latentes"), tentando obter dinheiro de seus antigos patrões. Scuba é procurado pelo agente do FBI Roy Parmenter por ter eliminado seu parceiro há alguns anos. Quando investigava o candidato à Força Aérea Jeff Grant, um jovem de dezesseis anos, Roy decobre que a identidade dos pais deles são falsas e que são espiões russos. E que assim são alvos potenciais de Scuba.
Enquanto isso a polícia soviética manda o experiente assassino Karpov para prender Scuba. Karpov entra em contato com os pais de Jeff, obrigando-os a participarem como "isca" para o agente duplo, ameaçando a vida de Jeff se não colaborarem com seu plano.

## Elenco
- Sidney Poitier como Roy Parmenter
- River Phoenix como Jeff Grant / Nikita
- Richard Jenkins como Richard Grant / Mikhail
- Caroline Kava como Elizabeth Grant / Elisabeth
- Richard Bradford como Konstantin Karpov
- Richard Lynch como Scuba
- Loretta Devine como Verna McLaughlin
- Lucy Deakins como Barbara Kerry
- Jerry Hardin como Brewer
- Albert Fortell como Bunin
- Robert Madrid como Sargento Leathers

- Sidney Poitier e River Phoenix voltaram a atuar juntos em 1992 no filme Sneakers.

- Quando as mãos de Roy estão sobre a carta de condução para Jeff, a data de nascimento é 23 de agosto de 1970, que é a verdadeira data de nascimento do ator River Phoenix.

## Recepção
O filme recebeu críticas mistas e tem uma pontuação de "podre" de 55% no Rotten Tomatoes. Walter Goodman disse que a estratégia de direção de Benjamin no filme "trama com movimentos de rotina de espião mostra passado, na esperança de fazer o razoável improvável". Roger Ebert recebeu o filme com uma estrela e meia, suspeitando que Poitier e os criadores do filme não tinha ideia de como usar um computador, e que "ele se transforma todos os personagens em peças de xadrez, cujas relações dependem do enredo, não na química humana. Desde o enredo é absurdamente ilógica, você não deixou com muito".

### Bilheteria
O filme arrecadou $866,398 em sua semana de estreia. Ele passou a fazer $1.7 milhões na América do Norte.